# Merga (geslacht)
Merga is een geslacht van neteldieren uit de  familie van de Pandeidae.

## Soorten
- Merga apicispottis (Xu, Huang & Lin, 2009)
- Merga brevispura (Xu, Huang & Guo, 2009)
- Merga bulbosa Bouillon, 1980
- Merga costata (Bouillon, 1980)
- Merga galleri Brinckmann, 1962
- Merga macrobulbosa Xu, Huang & Chen, 1991
- Merga minuta (Xu, Huang & Chen, 1991)
- Merga nanshaensi (Xu, Huang & Lin, 2009)
- Merga reesi Russell, 1956
- Merga tergestina (Neppi & Stiasny, 1912)
- Merga tregoubovii Picard, 1960
- Merga treubeli Schuchert, 1996
- Merga unguliformis (Xu, Huang & Lin, 2009)
- Merga violacea (Agassiz & Mayer, 1899)